# Istarska B nogometna liga 1981./82.
Istarska B nogometna liga je bila liga šestog stupnja nogometnog prvenstva Jugoslavije u sezoni 1981./82. 
 
Igrana je u dvije skupine: 
- Jug – 12 klubova, prvak "Staklar" iz Pule
- Sjever –

## Jug

### Ljestvica
| mj. | klub                  | ut. | pob | ner | por | gol+ | gol- | bod |
| --- | --------------------- | --- | --- | --- | --- | ---- | ---- | --- |
| 1.  | Staklar Pula          | 22  | 14  | 3   | 5   | 32   | 15   | 31  |
| 2.  | Smoljanci             | 22  | 10  | 6   | 6   | 38   | 22   | 26  |
| 3.  | Omladinac Manjadvorci | 22  | 11  | 3   | 8   | 36   | 25   | 25  |
| 4.  | Jedinstvo Nedešćina   | 22  | 6   | 13  | 3   | 28   | 25   | 25  |
| 5.  | Radnik Labin          | 22  | 8   | 9   | 5   | 27   | 26   | 25  |
| 6.  | Peroj                 | 22  | 8   | 7   | 7   | 25   | 57   | 23  |
| 7.  | Sloboda Savičenta     | 22  | 9   | 4   | 9   | 36   | 37   | 22  |
| 8.  | Cement Koromačno      | 22  | 7   | 7   | 8   | 29   | 33   | 21  |
| 9.  | Mladost Fažana        | 22  | 7   | 5   | 10  | 30   | 31   | 17  |
| 10. | Omladinac Martinski   | 22  | 6   | 3   | 13  | 35   | 49   | 15  |
| 11. | Rakalj                | 21  | 4   | 3   | 14  | 35   | 49   | 15  |
| 12. | Proleter Podpićan     | 21  | 2   | 10  | 9   | 24   | 35   | 12  |

- ljestvica bez rezultata dvoije utakmice
- Savičenta – tadašnji naziv za naselje Svetvinčenat
- Martinski – tadašnji naziv za naselje Svet Martin
- Podpićan – tadašnji naziv za naselje Potpićan

### Rezultatska križaljka
| kratica | klub                  | CEM | JED | MLA | OMLNJ | OMLMR | PER | PRO | RAD | RAK | SLO | SMO | STA |
| --- | --------------------- | --- | --- | --- | ----- | ----- | --- | --- | --- | --- | --- | --- | --- |
| CEM | Cement Koromačno      |     |     |     |       |       |     |     |     |     |     |     |     |
| JED | Jedinstvo Nedešćina   |     |     |     |       |       |     |     |     |     |     |     |     |
| MLA | Mladost Fažana        |     |     |     |       |       |     |     |     |     |     |     |     |
| OMLMNJ | Omladinac Manjadvorci |     |     |     |       |       |     |     |     |     |     |     |     |
| OMLMR | Omladinac Martinski   |     |     |     |       |       |     |     |     |     |     |     |     |
| PER | Peroj                 |     |     |     |       |       |     |     |     |     |     |     |     |
| PRO | Proleter Podpićan     |     |     |     |       |       |     |     |     |     |     |     |     |
| RAD | Radnik Labin          |     |     |     |       |       |     |     |     |     |     |     |     |
| RAK | Rakalj                |     |     |     |       |       |     |     |     |     |     |     |     |
| SLO | Sloboda Savičenta     |     |     |     |       |       |     |     |     |     |     |     |     |
| SMO | Smoljanci             |     |     |     |       |       |     |     |     |     |     |     |     |
| STA | Staklar Pula          |     |     |     |       |       |     |     |     |     |     |     |     |
| |                       |     |     |     |       |       |     |     |     |     |     |     |     |
| podebljan rezultat - utakmice od 1. do 11. kola (1. utakmica između klubova) rezultat normalne debljine - utakmice od 12. do 22. kola (2. utakmica između klubova) rezultat nakošen - nije vidljiv redoslijed odigravanja međusobnih utakmica iz dostupnih izvora rezultat nakošen i smanjen * - iz dostupnih izvora nije uočljiv domaćin susreta prekrižen rezultat - poništena ili brisana utakmica p - utakmica prekinuta 3:0 p.f. / 0:3 p.f. - rezultat 3:0 bez borbe |                       |     |     |     |       |       |     |     |     |     |     |     |     |